# Sturton le Steeple
Sturton le Steeple – wieś w Anglii, w hrabstwie Nottinghamshire, w dystrykcie Bassetlaw. Leży 50 km na północny wschód od miasta Nottingham i 210 km na północ od Londynu. Miejscowość liczy 497 mieszkańców.